# 小行星1696
小行星1696（1696 Nurmela）是一颗围绕太阳公转的小行星。1939年3月18日，爾約·維薩拉在图尔库发现了此天体。
該小行星以芬蘭學者，圖爾庫大學校長陶諾·卡萊沃·努爾梅拉（Tauno Kalervo Nurmela）命名。
这颗小行星的绝对星等为164.62313等。